# Abaco (nome)
Abaco  è un nome proprio di persona italiano maschile.

## Varianti
- Maschili: Abacuc[2], Abacucco[1][2]
  - Ipocoristici: Bacucco[1]

### Varianti in altre lingue
- Ebraica: חֲבַקּוּק (Chavaqquq)[3]
- Francese: Habacuc
- Greco biblico: Αμβακουμ (Ambakoum)[3]
- Inglese: Habakkuk[3][4], Habbakuk[5]
- Latino: Habacuc[1][3], Abacuc[3], Abachum[1], Habac[1]
- Portoghese: Habacuque
- Polacco: Habakuk
- Russo: Аввакум (Avvakum)
- Siciliano: Àbbacu
- Spagnolo: Habacuc
- Tedesco: Habakuk

## Origine e diffusione

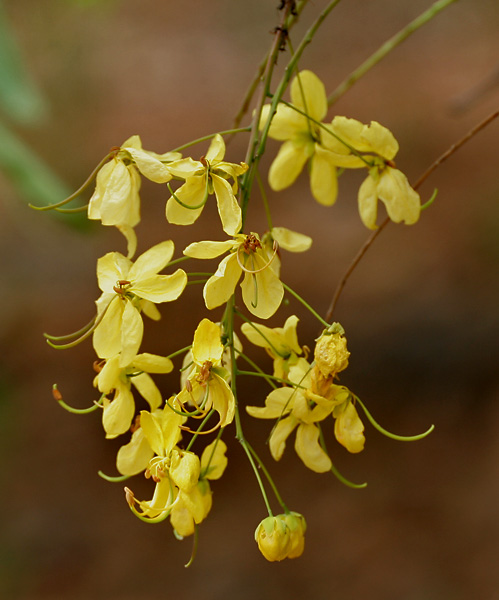
Fiori di Cassia fistula a Hyderabad

È la forma italiana del latino Abacuc o Habacuc, derivante dall'ebraico חֲבַקּוּק (Chavaqquq, Chabhaqquq). Potrebbe essere basato sulla radice ebraica חבק ("abbraccio" o "abbraccio ardente"), con un possibile significato di "colui che abbraccia" o, in senso lato, "colui che lotta", "lottatore". La forma usata nelle traduzioni greche dell'Antico Testamento, Αμβακουμ (Ambakoum), suggerisce in alternativa un collegamento con hambaḳûḳu, il nome accadico di una pianta da giardino profumata, forse la cassia, nel qual caso avrebbe significato analogo al nome Keziah.
Il nome (di scarsa diffusione in Italia) ha tradizione biblica, essendo portato da uno dei profeti dell'Antico Testamento, Abacuc, autore del libro di Abacuc, spesso dipinto come un uomo vecchissimo. Dal suo nome è derivato, tramite un processo deonomastico, il termine "bacucco", sinonimo di "rimbambito" o "decrepito" nel linguaggio comune.

## Onomastico
L'onomastico ricorre il 2 dicembre in ricordo del profeta biblico Abacuc. Con questo nome si ricorda il 19 gennaio anche un sant'Abaco, martirizzato nel III secolo con il fratello Audiface e i genitori Mario e Marta.

## Persone
- Abaco, santo romano

### Varianti
- Abacuc, profeta biblico

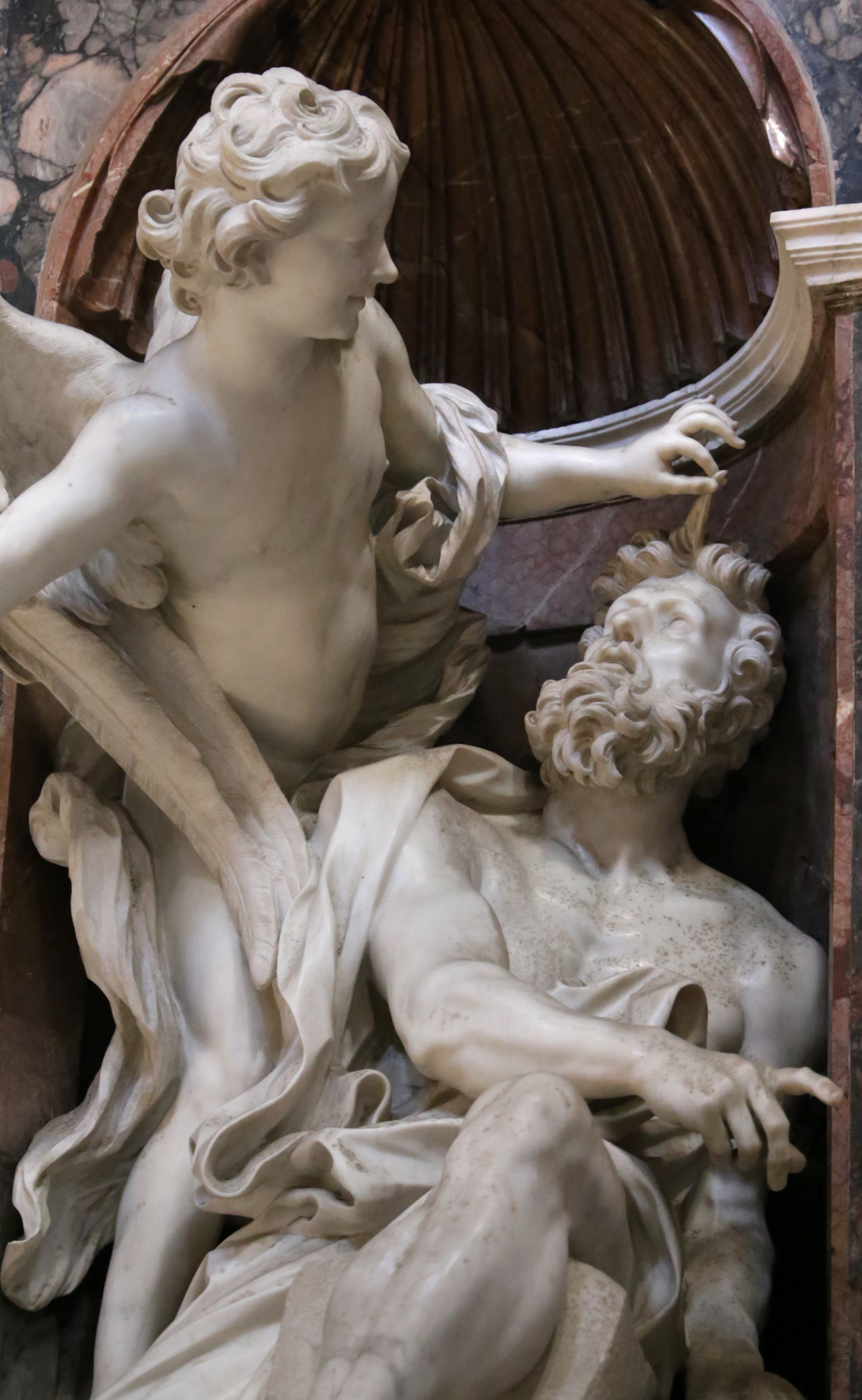
Abacuc e l'angelo, di Gian Lorenzo Bernini

- Avvakum, religioso e scrittore russo
- Habakkuk Guldin, vero nome di Paolo Guldino, matematico e astronomo svizzero

## Il nome nelle arti
- Habbakuk è una divinità dell'ambientazione di Dragonlance.
- Abacuc è il nome di uno dei protagonisti del film L'armata Brancaleone, un avido e anziano commerciante ebreo.